# Спальни и прихожие
«Спа́льни и прихо́жие» (англ. Bedrooms and Hallways) — британский фильм Роуз Трош (1998 г.) на тематику бисексуальности по сценарию Роберта Фаррара. В главных ролях задействованы Кевин Маккидд, Джеймс Пьюрфой, Том Холландер, Джули Грэм, Саймон Кэллоу и Хьюго Уивинг.

## Сюжет
Не скрывающий свою ориентацию Лео празднует свой тридцатый День Рождения. По совету коллеги он ходит в еженедельную мужскую группу. Там Лео знакомится с Бренданом, к которому проявляет интерес, впрочем Брендан живёт со своей бывшей подружкой Салли, бывшей в школьные годы подружкой Лео. Групповые упражнения дают толчок отношениям парней, и постепенно сам Брендан увлекается Лео. Лео встречает Салли и молодые люди вновь сближаются. Между ними завязываются романтические отношения.
Тем временем лучший друг Лео Даррен встречается с агентом по недвижимости Джереми, который получает удовольствие от того, что занимается сексом в домах выставленных на продажу, к которым у него есть ключи. Однажды Джереми сбегает, оставляя Даррена на расправу владельцам дома, которым оказывается Салли.

## Актёрский состав
| В ролях           |  | Персонаж |
| ----------------- |  | -------- |
| Кевин Маккидд     |  | Лео      |
| Джули Грэм        |  | Энжи     |
| Саймон Кэллоу     |  | Кит      |
| Кон О’Нил         |  | Терри    |
| Гарриет Уолтер    |  | Сибил    |
| Кристофер Фулфорд |  | Адам     |
| Джеймс Пьюрфой    |  | Брендан  |
| Дженнифер Эль     |  | Салли    |
| Том Холландер     |  | Даррен   |
| Хьюго Уивинг      |  | Джереми  |
| Пол Хиггинс       |  | Джон     |

## Награды и номинации
Полный перечень наград и номинаций — на сайте IMDB
| Премия                                                         | Категория                         | Имя           | Результат |
| -------------------------------------------------------------- | --------------------------------- | ------------- | --------- |
| BFI London Film Festival 1998 г.                               |                                   | Роуз Трош     | Победа    |
| Verzaubert — International Gay & Lesbian Film Festival 1999 г. | Лучший фильм                      | Роуз Трош     | Номинация |
| Chlotrudis Awards 2000 г.                                      | Лучшая мужская роль второго плана | Том Холландер | Номинация |